# ロッタちゃんと赤いじてんしゃ
『ロッタちゃんと赤いじてんしゃ』（スウェーデン語: Lotta på Bråkmakargatan）は、1992年のスウェーデンの映画である。アストリッド・リンドグレーンの児童文学作品を原作として製作された多数の映画の一つであり、「ロッタちゃん」シリーズを原作とした映画としては最初の作品である。

## 物語
ロッタはスウェーデンのヴィンメルビューで両親と兄、姉と暮らす女児である。自転車に乗ってどこにでも出かけていく兄や姉の姿に羨望の念を抱いたロッタは、自分の自転車がないことが問題だと主張するが、周囲は取り合わない。ロッタが大きな期待を抱いていた5歳の誕生日にも、自転車が与えられることはなかった。こうした閉塞状況を打開するため、ロッタは隣家の老婆ベルイさん所有の自転車を無断で使用することを企む。
本作は邦題の由来ともなったこのエピソードを交えつつ、5歳児ロッタの激しい自己主張と、これに辟易しながらも彼女を受容する周囲の人々の生活を、オムニバス形式で描いている。
原作では以下が対応する。
- 『ちいさいロッタちゃん』
- 『ロッタちゃんとじてんしゃ』

## 配役
| 役名                     | 俳優                         | 日本語吹き替え | 日本語吹き替え |
| 役名                     | 俳優                         | ソフト版       | NHK-BS2版      |
| ------------------------ | ---------------------------- | -------------- | -------------- |
| ロッタ                   | グレテ・ハヴネショルド       | 山下夏生       | 黒葛原未有     |
| ミア（ロッタの姉）       | リン・グロッペスタード       | 野口清香       | 吉田考見       |
| ヨナス（ロッタの兄）     | マルティン・アンデション     | 野口雄矢       | 松川尚瑠輝     |
| ママ                     | ベアトリース・イェールオース | 高島雅羅       | 佐藤しのぶ     |
| パパ                     | クラース・マルムベリィ       | 岩崎ひろし     | 仲野裕         |
| ベルイさん（隣家の老婆） | マルグレット・ヴェイヴェルス | 山本与志恵     | 谷育子         |
| スコッティ（犬）         | ヴェスペン                   |                |                |

- ソフト版吹き替え - VHS・DVD収録
- NHK-BS2版吹き替え - 初回放送2004年12月28日『衛星映画劇場』

## 公開
本作は、2000年1月に日本で公開された『ロッタちゃん はじめてのおつかい』に大きな反響があったことから、同作に続き同年6月から公開されることになった作品である（スウェーデンとは公開順が逆となる）。日本での公開にあたり、主役を演じたグレテ・ハヴネショルド（当時14歳）が母親と来日、舞台挨拶・広報活動を行った。ハヴネショルドは当時のことはあまり覚えていないとしながらも、土砂降りの雨の中、ロッタが牛糞の上で仁王立ちする場面における撮影の苦労を語った。
『ロッタちゃん はじめてのおつかい』同様、字幕での上映となったことから、字幕では平仮名の使用を多くするなど、低年齢層の視聴に対する配慮がなされた。一方で、ロッタの卑語の濫用や食べ物を粗雑に扱う姿勢に母親が激怒するエピソードでは、卑語の訳出が最小限に抑えられているため、母親の怒りの理由はいくぶん分かりにくいものになっている。
恵比寿ガーデンシネマの公開では『はじめてのおつかい』と合わせて動員3万7000人、興行収入5750万円を記録し、2作で37週間のロングラン上映となった。全国では2作品合計約20万人動員、3億円を超える興行収入をあげ、2000年のミニシアターにおける大ヒットとなった。
2024年3月22日より全国劇場にて2Kリマスターの上でリバイバル公開（日本語吹替版も劇場初公開）し、公式サイトも新装された。